# Xã Washington, Quận Highland, Ohio
Xã Washington (tiếng Anh: Washington Township) là một xã thuộc quận Highland, tiểu bang Ohio, Hoa Kỳ. Năm 2010, dân số của xã này là 1.123 người.